# Soroca
Soroca (in russo e in ucraino Сороки, Soroki) è una città della Moldavia capoluogo del distretto omonimo di 28.362 abitanti al censimento del 2004.

## Geografia
Soroca sorge lungo la sponda destra del fiume Dnestr, nella Moldavia settentrionale, a 160 km a nord di Chișinău.

## Storia
Nel 2022, data la vicinanza con il confine dell'Ucraina, in conseguenza dell'invasione russa dell'Ucraina, Soroca diventa uno dei centri di primo accoglimento dei profughi ucraini in Moldavia.

## Monumenti e luoghi d'interesse
- Castello di Soroca, costruita dal principe di Moldavia Stefano il Grande nel 1499

## Patti d'amicizia
- Ferrara, dal 1998